# 大塚町 (宮崎市)
大塚町（おおつかちょう）とは、宮崎県宮崎市内の地名。大塚地域自治区に属している。郵便番号は880-0951。大塚地域自治区を担当する大塚地域事務所がおかれている。宮崎市に設置されている町・丁・大字の中で最も人口が多い。

## 地理

### 概要
宮崎市の大塚地域自治区のほぼ全域を占める。大淀川左岸に位置し、町の東側を南行する。
人口は17,394人（2022年11月1日現在）であり、宮崎市の町・丁・大字のなかでは最多である。住居表示実施は実施していないが字があり、住所は宮崎市大塚町○○（字）XXXX-X（番地）と表記される。なお、正式な表記では、塚の字には点が入る。
主に国道10号宮崎西バイパスおよび旧道に沿った地域と宮崎県道17号南俣宮崎線に沿った地域、市道大塚通線に沿った地域で市街地を形成し、そのほかの地域が住宅街となっている。
江南を含む大塚地域自治区の面積が3.87km2であり、広大であることから、地域自治区とは別に上区、中区、下区、南区、県営大塚C団地の5個自治会による連合自治会が置かれ、それを目安に小学校区が設定されている。
- 大塚町上区自治会：原や西の原、倉の下など主に国道10号より北の地区に居住する住民で構成される。飛び地の無量寺道上、無量寺道下も含む。
- 大塚町中区自治会：鎌ヶ迫や竹原、宮田など国道10号と市道大塚通線の間の地区に居住する住民で構成される。大塚地域事務所や大塚小学校、大塚中学校が立地する。
- 大塚町下区自治会：地蔵田や水流、浜川田など市道大塚通線より南の地区のうち、水流川河口部に位置する居住する住民で構成される。
- 大塚町南区自治会：柳ヶ迫や大塩道下など、市道大塚通線より南の地区のうち、宮崎西高等学校周辺の地域に居住する住民（県営大塚C団地自治会を除く）で構成される。
- 県営大塚C団地自治会：大塚町乱橋のうち、県営大塚C団地に居住する住民で構成される。

### 隣接地区
北を大字小松、小松台北町、小松台西、小松台南町、桜ケ丘町、西を大塚台東、生目台東1丁目、南を北川内町、江南、福島町、大坪町寺山大迫と接する。かつての大塚町を割譲する形で、大塚台西・東、生目台東、小松台、桜ケ丘町などが成立した。そのため、飛び地として、大塚町無量寺道上、大塚町無量寺道下が小松地域自治区内に存在する。

### 地名の由来
古くは大墓とも呼ばれ、明治初期、大塚には古墳が約50基あった。つまり、古墳がたくさんある所という意味で大墓、墓を同等の意味である「塚」を当てて大塚という地名が付いた。豊前宇佐宮領の庄園であり、康和元年（1099年）に大墓別符の開発記録があり、また安元二年（1176年）二月日の八幡宇佐宮符写に大墓との記載があった。
平安時代には日向国北部で興隆した土持氏の庶子家が大塚に構え、「土持七頭」の一つとして数えられていた。永徳4年（1384年）5月1日、今川了俊が「土持栄勝を大墓（大塚）別府を本領として安堵する。」との旨の文書が（垂水氏旧蔵伊東家文書）に遺されており、縣土持家の土持宣弘が築いたという大墓別符の蓬莱山城を居城とした大塚土持氏、のちの宮崎土持氏が興る。その頃の蓬莱山城は宗家の縣土持氏を含めた土持氏の居城であった。
『延陵世鑑』よれば、1164年（長寛２年）源為朝が大隅・薩摩を攻め従えて日向に向かったので、土持信綱は蓬莱山に陣を構え、戦場坂で向かえ戦ったとされる。また、『日向郷土事典』でも源為朝と土持氏が大塚で戦った古戦場跡と伝え、その墓をもって大塚と呼ばれるようになったという。現在では大塚町から大字浮田へ向かう旧国道10号が「戦場坂」という通り名で残る。
「日向国五郡分帳」・「日向国知行方目録」大塚三〇町、戦国時代末期は高橋元種所領であった。江戸時代は旧大塚村となり、幕領であった時期を除き高橋家、内藤家延岡藩890石の領地となった。明治時代の町村制施行とともに他村とともに大淀村を構成し、その北部に位置する大字として地名が残った。宮崎市発足以降、戦前までに大字大塚から大塚町に変更された。

## 歴史
- 1937年（昭和12年） - 前方後円墳３基、円墳３基、横穴墓１基が県の史跡（大淀古墳群）に指定される[5]。

## 世帯数と人口
2022年（令和4年）11月1日現在の世帯数と人口は以下の通りである。
| 町     | 世帯数    | 人口     |
| ------ | --------- | -------- |
| 大塚町 | 8,414世帯 | 17,394人 |

## 小・中学校の学区
市立小・中学校に通う場合、学区はおおよそ以下の通りとなる。小学校については自治会ごとに校区が設定されるが中学校は同一である。
| 自治会名               | 小学校             | 中学校             |
| ---------------------- | ------------------ | ------------------ |
| 上区自治会・中区自治会 | 宮崎市立大塚小学校 | 宮崎市立大塚中学校 |
| 下区自治会・南区自治会 | 宮崎市立江南小学校 | 宮崎市立大塚中学校 |
| 県営大塚C団地自治会    | 宮崎市立江南小学校 | 宮崎市立大塚中学校 |

## 交通

### バス
宮交グループの運営するバスが営業している。

### 道路
- 国道10号
- 宮崎県道17号南俣宮崎線

## 施設
- 大塚地域事務所
- 宮崎市立大塚小学校
- 宮崎市立大塚中学校
- 宮崎市立江南小学校
- 宮崎県立宮崎西高等学校・附属中学校
- 宮崎市大塚児童センター
- 宮崎大橋
- 高松橋
- 大塚八幡神社
- 大淀古墳群
- 蓬莱山城跡

## 有名な出身者
- 川添智久 - ミュージシャン、元LINDBERGベーシスト
- 嫁恐竜(お笑いコンビ。佐藤利洋、戸波雄輔共に大塚町出身)
- 渕上明里(テレビ宮崎アナウンサー)
- 武井俊輔(元衆議院議員)
- YOKO-U(レゲエアーティスト)